# Borgerskapets gubbhus

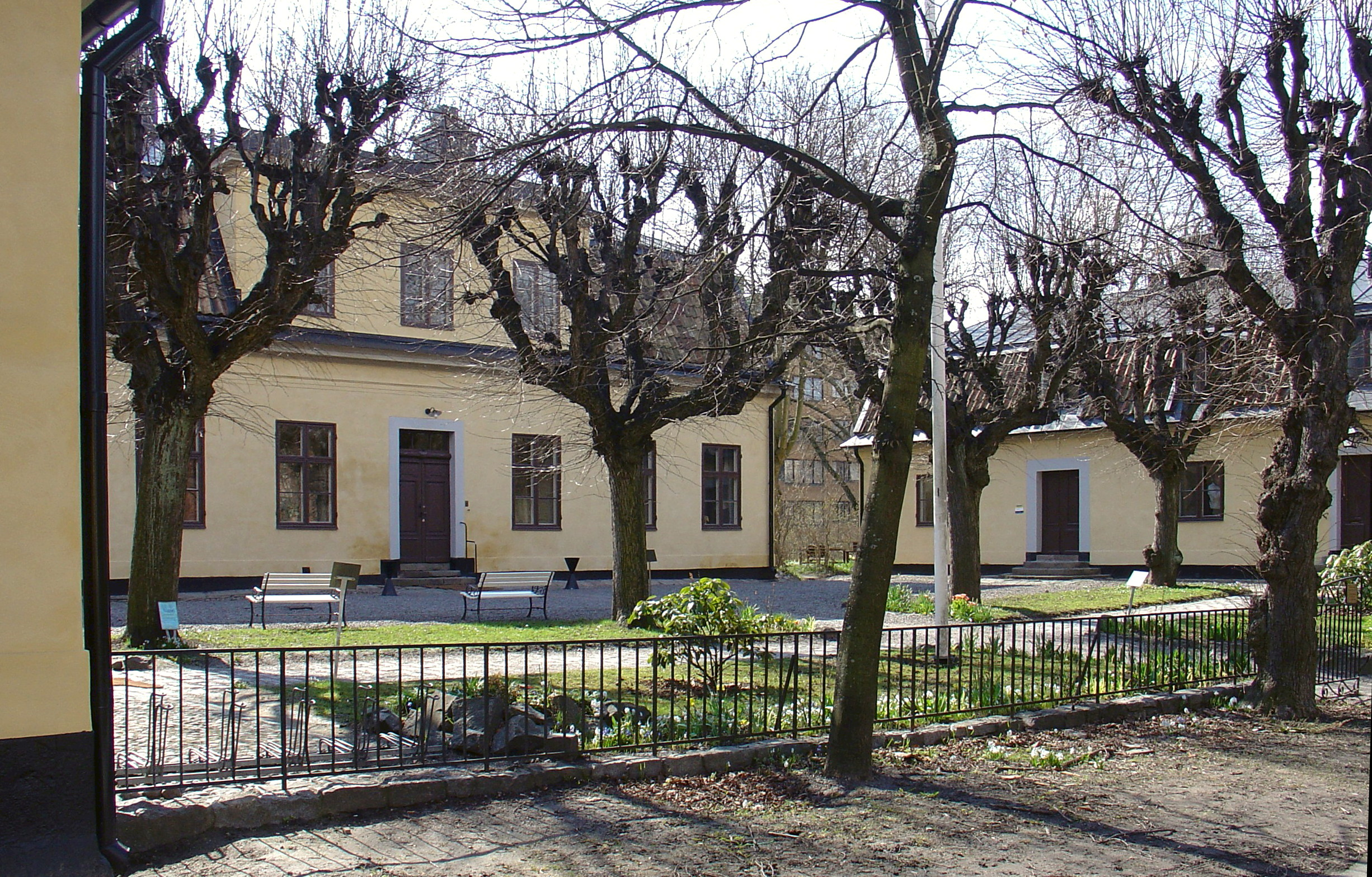
Borgerskapets gubbhus lokaler från 1806 i Kristinehovs malmgård

Borgerskapets gubbhus i Stockholm var en välgörenhetsanstalt till förmån för ålderstigna orkeslösa borgersmän, vilken erhöll kungligt reglemente 1788. Initiativ till Gubbhusstiftelsen togs av grosshandlarefamiljerna Tottie och Hasselgren. Borgerskapet hade först en mindre lokal vid Sabbatsberg och senare på Grevgatan. Dessa lokaler kunde dock endast inhysa 17 pensionärer år 1803. Behoven var större än så. Lokalfrågan löstes när malmgården Kristinehov tillföll borgerskapet, sedan grosshandlaren Georg Fredrik Diedrichsson (1730–1807) donerat gården till Stockholms Borgerskap i sitt testamente 1806. År 1908 stod sedan det nuvarande "gubbhuset" Borgarhemmet – Christinehov klart i kvarteret Yxan mellan Heleneborgsgatan, Högalidsgatan och Varvsgatan på Södermalm.
Nuvarande gubbhusstiftelsen är permuterad tillsammans med Enkehusstiftelsen till "Stiftelsen Stockholms Borgerskaps Enkehus och Gubbhus". Verksamheten består av såväl äldreomsorg med gruppboende för minneshandikappade som seniorboende. I äldreomsorgsboendet bor för närvarande cirka 145 personer, ensamstående och par. Verksamheten har certifierats av Silviahemmet i Silviahemmets filosofi om palliativ vård av dementa. Stiftelsen var den första institution som i november 2009 av HM Drottning Silvia fick mottaga beviset om certifieringen.